# 清水憲男
清水 憲男（しみず のりお、1947年9月19日 - ）は、日本のスペイン語・スペイン文学者、翻訳家。上智大学名誉教授。

## 略歴
静岡県生まれ。上智大学外国語学部イスパニア語科卒、同大学院言語学修士課程修了、1976年マドリード大学文学博士。上智大学外国語学部助教授、教授、2009年名誉教授、サラマンカ大学客員教授、早稲田大学教授をへて退任。

## 著書
- 『「ドン・キホーテ」をスペイン語で読む』（PHP研究所、21世紀図書館） 1986
- 『ドン・キホーテの世紀 スペイン黄金時代を読む』（岩波書店） 1990
- 『スペイン語表現集・落ち穂ひろい』（日本放送出版協会） 1992
- 『NHK気軽に学ぶスペイン語』（日本放送出版協会） 1993
- 『落ち穂ひろい スペイン語表現集 2』（上智大学イスパニア研究センター） 2008
- 『新・スペイン語落ち穂ひろい 777の表現集』（白水社） 2013

## 翻訳
- 『大いなる文法学者の猿』（オクタビオ・パス、新潮社） 1977
- 『セルバンテス スペインが生んだ近代小説の先駆者』（編訳、平凡社、世界を創った人びと） 1979
- 『新世界とウマニスタ』（ペドロ・マルティル、岩波書店、アンソロジー新世界の挑戦） 1993
- 『拡がりゆく視圏』（ゴマラ、岩波書店、アンソロジー新世界の挑戦） 1995
- 『スペイン現代詩』（編訳、上智大学イスパニア研究センター） 2006
- 『ユマニスムの夢』（フランシスコ・リコ、岩波書店） 2023

## 論文
- <清水憲男